# Jamie Walker (football)
Pour les articles homonymes, voir Walker.
Jamie Walker, né le 25 juin 1993 à Édimbourg, est un footballeur écossais qui évolue au poste de milieu de terrain.

## Biographie
Avec l'équipe d'Écosse espoirs, il inscrit un but contre le Luxembourg, à l'occasion des éliminatoires de l'Euro espoirs 2015.
Il est finaliste de la Coupe de la Ligue écossaise en 2013 avec le club d'Heart of Midlothian, en étant battu par l'équipe de St. Mirren.
Il inscrit 11 buts en Championship lors de la saison 2014-2015, figurant par la même occasion dans l'équipe-type de Scottish Championship, tout en remportant le titre de champion.
Le 8 janvier 2018, il rejoint Wigan Athletic.
Le 31 août 2018, il est prêté à Peterborough United, mais le 1er janvier 2019, il revient à Wigan.
Le 11 janvier 2022, il est prêté à Bradford City.

## Palmarès
Heart of Midlothian
- Champion d'Écosse de D2 en 2015 et 2021
- Membre de l'équipe-type de Scottish Championship en 2015
- Finaliste de la Coupe de la Ligue en 2013